# Evergestis umbrosalis
Evergestis umbrosalis là một loài bướm đêm trong họ Crambidae.